# Agriotypus silvestris
Agriotypus silvestris är en stekelart som beskrevs av Konishi och Aoyagi 1994. Agriotypus silvestris ingår i släktet Agriotypus och familjen brokparasitsteklar. Inga underarter finns listade i Catalogue of Life.